# 年輕力壯
年輕力壯，是日本純種競賽馬匹。生涯活躍於一哩賽事，曾於2015年勝出雅靈頓盃，亦於2016年勝出關屋紀念及富士錦標。

## 出賽前
2012年4月14日出生於北海道安平町北部牧場，成長途中被馬主星野壽市購入，其後交由美浦訓練中心練馬師手塚貴久訓練。

## 競賽生涯

### 2歲
2014年12月13日出戰中山競馬場2歲新馬戰，比賽初段保持在中後方的位置穩步推進，在直路上迅速外閃取位，最終成功超越所有對手並拉開第二名2馬位取得首勝。

### 3歲
2015年首戰選擇為公開賽青年盃，繼續採取較為後置的戰術下在彎道處逐步加速，但仍然未能在最後一步將前方的夜行狐狸及Aim High趕過，最終以第三落敗。
2月28日出戰雅靈頓盃，賽前僅取得第九人氣的支持。比賽開始後，其迅速衝前並進佔先頭第五的位置，沿途跟隨前領馬匹推進未有減慢速度。進入直路後，其開始展開不俗的衝刺逐步透出，最終取得領先後亦能在纏鬥中將追擊的Arma Waioli擊退，取得首個分級賽冠軍，同時亦是首匹勝出此賽事的關東馬。

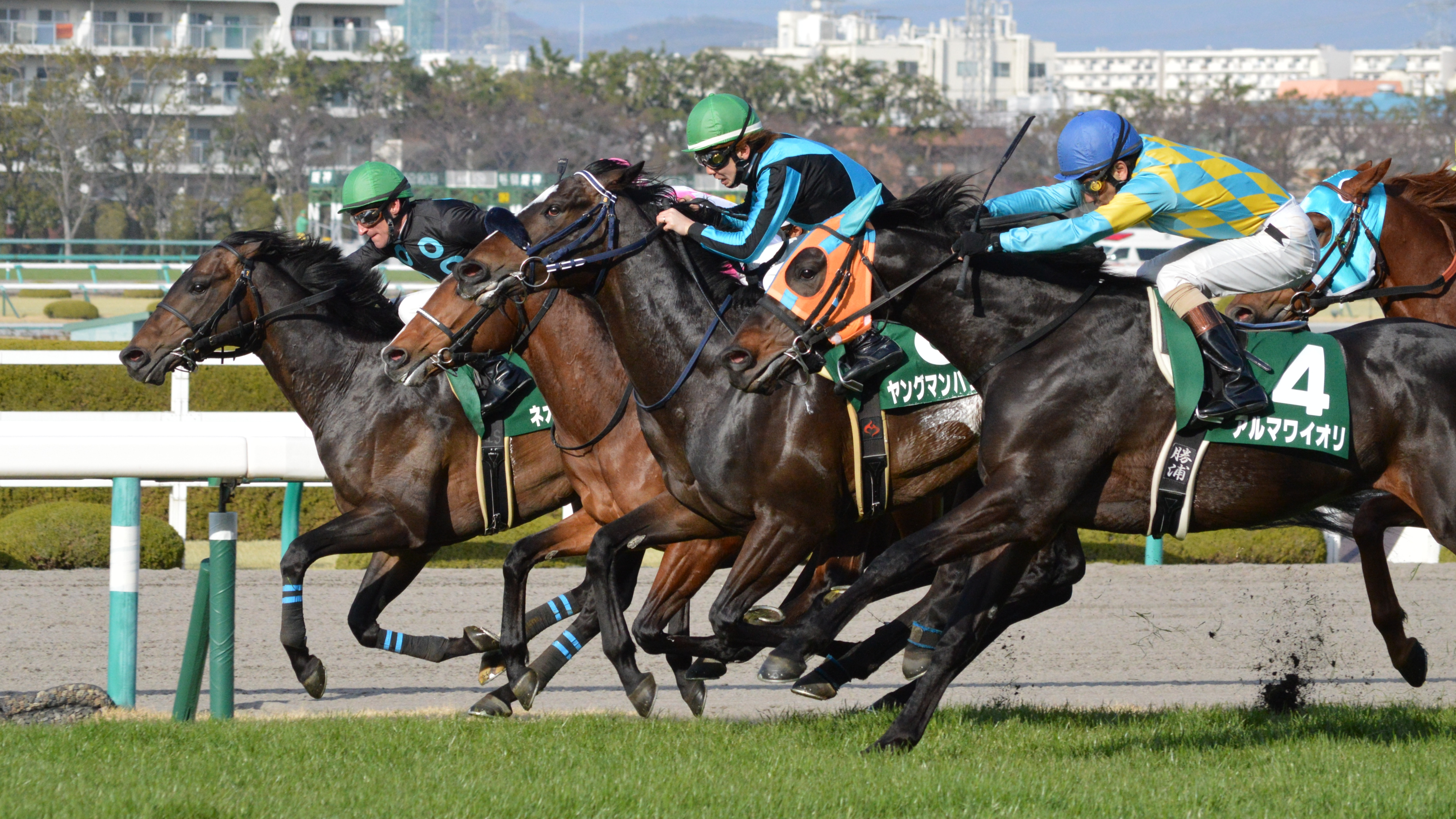
出戰雅靈頓盃的年輕力壯（中間綠帽）

其後繼續在一哩戰線中打拼，但在熱身賽新西蘭盃中跑獲第八，於正賽NHK一哩賽中亦僅跑獲第六的戰績。
夏季選擇在關屋紀念挑戰年長馬匹，本次比賽一直保持在先頭第三的位置，在彎道處接近直路的位置開始加速衝刺，但未能超越領放馬天行赤駿下再被威嚴真心追上，最終跑獲第三的戰績。
9月繼續出戰京成盃秋季讓賽，比賽初段維持在較前的位置下在彎道處稍為減速墮後，直至直路重新加速上前，最終僅敗於宗教畫藝及百戰雄心取得第三。
然而秋季餘下時間中未能維持表現，在富士錦標取得第十二，年末的首都錦標亦僅跑獲第九的戰績。

### 4歲
2016年在首戰東風錦標以第八落敗後選擇出戰公開賽福島民報盃，一直維持穩定的步伐前進並取得第二，在5月的谷川岳錦標亦以同樣戰術跑獲亞軍的戰績。
6月12日降級出戰多摩川錦標，繼續以先行戰術維持走勢下在彎道處逐漸進入加速狀態，最終戰勝對手取得勝利並重返公開組。
8月再度出戰上年度取得季軍的關屋紀念，比賽途中一直維持在內欄有利位置，在彎道處逐步加速下嘗試透出。進入直路後，其從所在位置衝出並蠶食前方，最終以頸位優勢壓贏野田奔放取勝。
休養過後在10月出戰富士錦標，本次比賽繼續採用先行戰術，處於領放馬T M Inazuma及Meiner Aurato後方的位置推進。進入直路後，其待前方賽駒散開後隨即在中檔位置透出，不斷加速亦能阻止後方明媚島的追擊，最終以3/4馬位優勢達成分級賽連勝。
11月繼續進擊一級賽一哩冠軍賽，但在比賽途中一直失速後退，最終以尾三第十六大敗。

### 5歲
2017年在年初的東京新聞盃中跑獲第六後，以讀賣盃作為目標，並於比賽途中維持穩定的走勢在第二的位置推進，最終取得一席第三的位置。
其後選擇挑戰安田紀念，然而再度失準下最終跑獲第十六。
進入夏季賽期，其再度挑戰關屋紀念以求連霸，但在直路上的衝刺稍獻力弱下未能迅速上前，最終以第四的戰績完賽。
入秋後，其雖然在每日王冠中發揮不俗的實力跑獲第五入板的戰績，但在隨後的一哩冠軍賽中再度遭遇大敗。

### 6歲
2018年其表現繼續處於下滑的狀態，除了關屋紀念及京成盃秋季讓賽外，其餘所有賽事均取得兩位數的名次。

### 7歲
2019年年輕力壯仍然現役，但經已沒有亮眼表現，最佳戰績為在東京新聞盃跑獲第十。
9月8日在京成盃秋季讓賽跑獲第十五後，陣營決定安排其退役。

### 詳細賽績
| 日期       | 舉辦國家 | 馬場 | 距離   | 級別 | 賽事名稱       | 負重 | 騎師     | 馬號 | 出馬 | 名次 | 時間   | 頭馬（二馬）      |
| ---------- | -------- | ---- | ------ | ---- | -------------- | ---- | -------- | ---- | ---- | ---- | ------ | ----------------- |
| 13/12/2014 | 日本     | 中山 | 草1600 |      | 2歲新馬        | 55   | 松岡正海 | 10   | 16   | 1    | 1:37.9 | （War Chronicle） |
| 4/1/2015   | 日本     | 中山 | 草1600 | OP   | 青年盃         | 56   | 松岡正海 | 8    | 9    | 3    | 1:34.9 | 夜行狐狸          |
| 28/2/2015  | 日本     | 阪神 | 草1600 | GIII | 雅靈頓盃       | 56   | 松岡正海 | 8    | 12   | 1    | 1:35.9 | （Arma Waioli）   |
| 11/4/2015  | 日本     | 中山 | 草1600 | GII  | 新西蘭盃       | 56   | 丸山元氣 | 16   | 16   | 8    | 1:35.3 | 山勝最強          |
| 10/5/2015  | 日本     | 東京 | 草1600 | GI   | NHK一哩賽      | 57   | 松岡正海 | 14   | 18   | 6    | 1:33.9 | Clarity Sky       |
| 16/8/2015  | 日本     | 新潟 | 草1600 | GIII | 關屋紀念       | 53   | 松岡正海 | 10   | 12   | 3    | 1:32.8 | 天行赤駿          |
| 13/9/2015  | 日本     | 中山 | 草1600 | GIII | 京成盃秋季讓賽 | 54   | 松岡正海 | 13   | 16   | 3    | 1:33.3 | 宗教畫藝          |
| 24/10/2015 | 日本     | 東京 | 草1600 | GIII | 富士錦標       | 55   | 松岡正海 | 5    | 16   | 12   | 1:33.5 | 野田金駒          |
| 28/11/2015 | 日本     | 東京 | 草1600 | OP   | 首都錦標       | 56   | 松岡正海 | 8    | 18   | 9    | 1:33.7 | 旭日主將          |
| 13/3/2016  | 日本     | 中山 | 草1600 | OP   | 東豐S          | 56   | 松岡正海 | 7    | 13   | 8    | 1:34.8 | Impulse Hero      |
| 10/4/2016  | 日本     | 福島 | 草2000 | OP   | 福島民報盃     | 56   | 丸山元氣 | 1    | 16   | 2    | 1:59.4 | Shiny Prince      |
| 1/5/2016   | 日本     | 新潟 | 草1600 | OP   | 谷川岳錦標     | 56   | 井上敏樹 | 2    | 15   | 2    | 1:33.5 | Peak Tram         |
| 12/6/2016  | 日本     | 東京 | 草1600 |      | 多摩川錦標     | 58   | 戶崎圭太 | 8    | 15   | 1    | 1:32.8 | （貝爾峽谷）      |
| 14/8/2016  | 日本     | 新潟 | 草1600 | GIII | 關屋紀念       | 56   | 戶崎圭太 | 17   | 18   | 1    | 1:31.8 | （野田奔放）      |
| 22/10/2016 | 日本     | 東京 | 草1600 | GIII | 富士錦標       | 57   | 戶崎圭太 | 3    | 11   | 1    | 1:34.0 | （明媚島）        |
| 20/11/2016 | 日本     | 京都 | 草1600 | GI   | 一哩冠軍賽     | 57   | 巴米高   | 5    | 18   | 16   | 1:34.6 | 覓奇島            |
| 5/2/2017   | 日本     | 東京 | 草1600 | GIII | 東京新聞盃     | 57   | 戶崎圭太 | 10   | 10   | 6    | 1:35.3 | 玄晶石            |
| 23/4/2017  | 日本     | 京都 | 草1600 | GII  | 讀賣盃         | 56   | 松岡正海 | 6    | 11   | 3    | 1:32.4 | 明媚島            |
| 4/6/2017   | 日本     | 東京 | 草1600 | GI   | 安田紀念       | 58   | 松岡正海 | 17   | 18   | 16   | 1:33.1 | 神燈光照          |
| 13/8/2017  | 日本     | 新潟 | 草1600 | GIII | 關屋紀念       | 57   | 石橋脩   | 11   | 16   | 4    | 1:32.5 | 馬國之巔          |
| 8/10/2017  | 日本     | 東京 | 草1800 | GII  | 每日王冠       | 56   | 石橋脩   | 3    | 18   | 5    | 1:45.9 | 不撓真鋼          |
| 19/11/2017 | 日本     | 京都 | 草1600 | GI   | 一哩冠軍賽     | 57   | 石橋脩   | 3    | 18   | 14   | 1:34.8 | 波斯劍客          |
| 22/4/2018  | 日本     | 京都 | 草1600 | GII  | 讀賣盃         | 56   | 岩田康誠 | 1    | 14   | 12   | 1:32.9 | 白日彗星          |
| 12/8/2018  | 日本     | 新潟 | 草1600 | GIII | 關屋紀念       | 57   | 大野拓彌 | 14   | 15   | 4    | 1:32.0 | 大場面            |
| 9/9/2018   | 日本     | 中山 | 草1600 | GIII | 京成盃秋季讓賽 | 57   | 石橋脩   | 9    | 15   | 8    | 1:32.8 | Mikki Glory       |
| 20/10/2018 | 日本     | 東京 | 草1600 | GIII | 富士錦標       | 56   | 武藤雅   | 10   | 18   | 15   | 1:33.0 | 火之呼喚          |
| 5/1/2019   | 日本     | 中山 | 草2000 | GIII | 中山金盃       | 58   | 丸山元氣 | 10   | 16   | 16   | 2:01.3 | 勝出光采          |
| 3/2/2019   | 日本     | 東京 | 草1600 | GIII | 東京新聞盃     | 57   | 貝朗迪   | 9    | 15   | 10   | 1:32.5 | 冠軍車手          |
| 24/2/2019  | 日本     | 阪神 | 草1400 | GIII | 阪急盃         | 56   | 池添謙一 | 2    | 18   | 16   | 1:21.5 | 醒目奧丁          |
| 30/3/2019  | 日本     | 中山 | 草1600 | GIII | 打吡公爵挑戰盃 | 56   | 戶崎圭太 | 9    | 16   | 15   | 1:33.1 | 菲亞諾            |
| 11/8/2019  | 日本     | 新潟 | 草1600 | GIII | 關屋紀念       | 57   | 武藤雅   | 3    | 17   | 16   | 1:34.4 | Mikki Glory       |
| 8/9/2019   | 日本     | 中山 | 草1600 | GIII | 京成盃秋季讓賽 | 55   | 嶋田純次 | 12   | 16   | 15   | 1:32.5 | Trois Etoiles     |

## 退役後
退役後，年輕力壯成為了配種馬，於北海道新冠町白馬牧場休養，在2020年成為了配種馬。首批子嗣於2021年出生。首批子嗣可於2023年出賽。

## 血統簡介
父系犀利時為澳洲賽駒，生涯戰績優秀並活躍於短途賽事，曾勝出渥利盾，亦於新市場讓賽跑獲亞軍。祖父利得精選亦為澳洲賽駒，生涯戰績彪炳，曾在藍鑽石錦標、萬利嘉多錦標、考菲爾德堅尼及柯爾錦標中取得冠軍。
母系Snapshot為日本賽駒，生涯僅勝出條件戰級別的賽事。外祖父週日寧靜是美國三冠賽雙冠馬，退役後在日本配種，在日本馬壇相當成功，贏得多項分級賽事，其子嗣贏得巨額獎金，連續12年成為日本冠軍種馬。

### 血統表
| 父線：丹山系（單色系）           |                               |                 |                  |
| 種馬 犀利時 2002年（棗色）       | 利得精選 1996年（棗色）       | 丹山            | 單色             |
| 種馬 犀利時 2002年（棗色）       | 利得精選 1996年（棗色）       | 丹山            | Razyana          |
| 種馬 犀利時 2002年（棗色）       | 利得精選 1996年（棗色）       | Shanthas Choice | Canny Lad        |
| 種馬 犀利時 2002年（棗色）       | 利得精選 1996年（棗色）       | Shanthas Choice | Dancing Show     |
| 種馬 犀利時 2002年（棗色）       | Snippets' Lass 1993年（棗色） | Snippets        | Lunchtime        |
| 種馬 犀利時 2002年（棗色）       | Snippets' Lass 1993年（棗色） | Snippets        | Easy Date        |
| 種馬 犀利時 2002年（棗色）       | Snippets' Lass 1993年（棗色） | Snow Finch      | 雷鳥             |
| 種馬 犀利時 2002年（棗色）       | Snippets' Lass 1993年（棗色） | Snow Finch      | A Realgirl       |
| 繁殖雌馬 Snapshot 2000年（棗色） | 週日寧靜 1986年（棕色）       | Halo            | Hail to Reason   |
| 繁殖雌馬 Snapshot 2000年（棗色） | 週日寧靜 1986年（棕色）       | Halo            | Cosmah           |
| 繁殖雌馬 Snapshot 2000年（棗色） | 週日寧靜 1986年（棕色）       | Wishing Well    | Understanding    |
| 繁殖雌馬 Snapshot 2000年（棗色） | 週日寧靜 1986年（棕色）       | Wishing Well    | Mountain Flower  |
| 繁殖雌馬 Snapshot 2000年（棗色） | Lufira 1992年（棗色）         | 雷利耶夫        | 加拿大           |
| 繁殖雌馬 Snapshot 2000年（棗色） | Lufira 1992年（棗色）         | 雷利耶夫        | Special          |
| 繁殖雌馬 Snapshot 2000年（棗色） | Lufira 1992年（棗色）         | River Memories  | 河人             |
| 繁殖雌馬 Snapshot 2000年（棗色） | Lufira 1992年（棗色）         | River Memories  | Le Vague a l'Ame |
| 雌系：號族：21-a                 |                               |                 |                  |
| 五代內近親交配：北地舞人 5×5×4   |                               |                 |                  |

## 命名由來
名字Young Man Power（ヤングマンパワー）意思為：「年青人的力量」，香港則取其意，翻譯為「年輕力壯」。

## 外部連結
- 年輕力壯 netketiba.com
- 血統表